# Karol Otto Kniaziewicz
Karol Otto Kniaziewicz herbu własnego (ur. 4 maja 1762 w Asītes (Assieten) w ówczesnej Kurlandii, zm. 9 maja 1842 w Paryżu) – generał dywizji Wojsk Polskich, uczestnik insurekcji kościuszkowskiej, jeden z dowódców Legionów Polskich we Włoszech, twórca i dowódca Legii Naddunajskiej, uczestnik kampanii napoleońskiej, działacz emigracyjny.

## Życiorys
W latach 1774–1776 uczył się w Szkole Rycerskiej i w Szkole Artylerii. Służył w 5 regimencie pieszym koronnnym. Wojnę polsko-rosyjską 1792 roku rozpoczął w stopniu porucznika, następnie awansował na majora, jednak po bitwie pod Boruszkowcami utracił ten stopień i został ponownie porucznikiem.
Uczestniczył w bitwie pod Dubienką (18 lipca 1792). Odznaczony Orderem Virtuti Militari w 1792 roku. W czasie insurekcji kościuszkowskiej służył w sztabie gen. Józefa Zajączka, ponownie w stopniu majora. Walczył pod Chełmem. W lipcu tego roku został pułkownikiem, a w sierpniu walczył już jako generał major. Walczył pod Maciejowicami (10 października 1794), gdzie dostał się do rosyjskiej niewoli razem z Tadeuszem Kościuszką. Ułaskawiony przez cara Pawła I wyjechał do Włoch, gdzie w 1797 roku wstąpił do Legionów Polskich jako dowódca 1 Legii.
3 lipca 1798 roku zajął Rzym. Odznaczył się pod Magliano (1 grudnia 1798), 4 grudnia pod Civita Castellana, 9 grudnia zdobył umocnienia pod Calvi oraz 30 grudnia twierdzę Gaeta. W styczniu 1799 roku został mianowany generałem dywizji. Za wojenne zasługi został wyróżniony przywiezieniem do Paryża zdobytych w kampanii neapolitańskiej 100 sztandarów, które osobiście wręczył Dyrektoriatowi. Na mocy uchwały Rady Pięciuset z 6 września 1799 roku, jesienią tego roku zorganizował Legię Naddunajską i 28 listopada otrzymał nominację na jej dowódcę. Na czele Legii bił się pod Offenbach 12 lipca 1800 roku i Hohenlinden (18 października tego roku), walnie przyczyniając się do zwycięstwa Francuzów.
Nie zgadzając się na pokój podpisany w Lunéville 9 lutego 1801 roku, podał się do dymisji. Wrócił do kraju i zajął się swoim majątkiem ziemskim. W 1807 roku nie przyjął propozycji cara Aleksandra I, który proponował mu dowodzenie wojskiem polskim u boku Rosji. W 1812 roku wstąpił do wojska Księstwa Warszawskiego i objął dowództwo 18 Dywizji Piechoty 5 Korpusu Wielkiej Armii ks. Józefa Poniatowskiego. W 1812 roku przystąpił do Konfederacji Generalnej Królestwa Polskiego. Walczył pod Smoleńskiem (17–18 sierpnia 1812), Możajskiem (7 września), Tarutino (18 października) i w bitwie nad Berezyną (26–28 listopada), gdzie na krótko przejął dowództwo nad resztkami Korpusu. Ranny w tej bitwie wrócił do Warszawy. W dowód uznania jego zasług wojennych został odznaczony 17 listopada 1812 Krzyżem Komandorskim Orderu Virtuti Militari.
W marcu 1813 roku porzucił służbę u boku Napoleona. W maju 1814 roku został powołany przez króla Aleksandra do prac w Komitecie Organizacyjnym Wojskowym, jednak na skutek sporów z wielkim księciem Konstantym w grudniu wystąpił z tego Komitetu i opuścił kraj. Od 1817 roku mieszkał w Dreźnie, następnie w Paryżu. Po wybuchu powstania listopadowego został przedstawicielem Rządu Narodowego w Paryżu.
Po upadku powstania pozostał na emigracji. Był animatorem życia naukowego oraz autorytetem moralnym Wielkiej Emigracji. Członek władz Związku Jedności Narodowej.
Jako stały gość domu Mickiewiczów należał do grona pierwszych słuchaczy recytacji powstających strof Pana Tadeusza. Uznawany jest za współtwórcę Biblioteki Polskiej w Paryżu Jego pasierbica Aleksandra była żoną gen. ks. Michała Gedeona Radziwiłła, Naczelnego Wodza armii powstańczej.
Był członkiem wolnomularstwa.
Jako posiadacz francuskiej nagrody narodowej w postaci broni nagrodowej 24 września 1803 automatycznie został wliczony w poczet Legionistów (później przemianowanych na Kawalerów) Legii Honorowej. 14 czerwca 1804 został odznaczony Złotym Orłem tego samego orderu (czyli insygniami Oficera, błędnie opisywanymi jako insygnia Komandora, o czym świadczy wysokość jego pensji orderowej, pobieranej z tytułu tego odznaczenia), jego nazwisko widnieje na Łuku Triumfalnym w Paryżu.

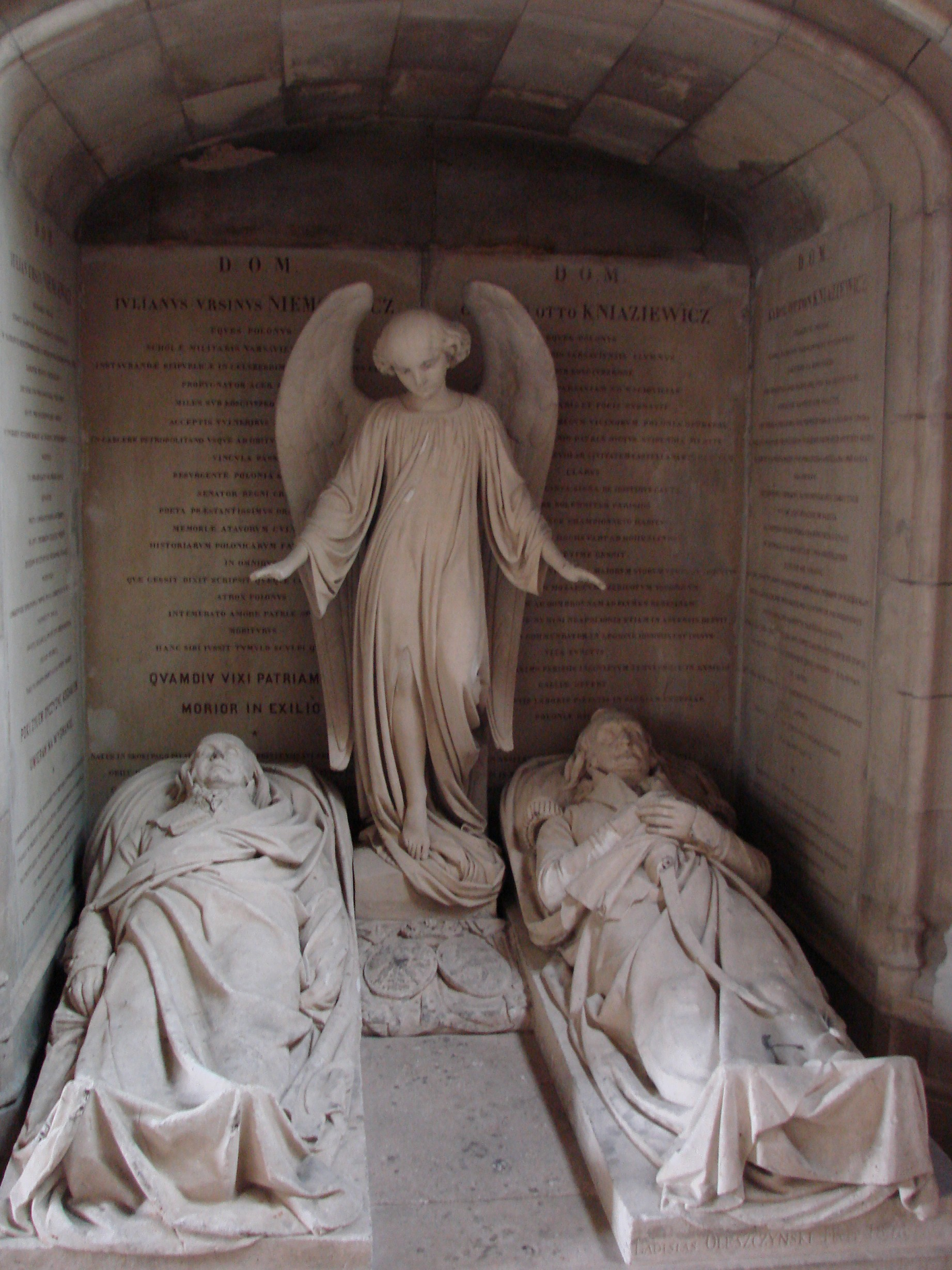
Rzeźba epitafijna Niemcewicza i Kniaziewicza w kolegiacie św. Marcina w Montmorency dłuta Władysława Oleszczyńskiego

## Miejsce spoczynku
Został pochowany na Cmentarzu w Montmorency pod Paryżem.